# Johann Joseph Morper
Johann Joseph Morper (* 19. Mai 1899 in Bamberg; † 20. Mai 1980 ebenda) war ein deutscher Kunsthistoriker.

## Leben und Werk
Johann Joseph Morper stammte aus einer bekannten Bamberger Familie, sein Bruder Hans Morper war ein beliebter Mundartdichter. Nach dem Besuch des Bamberger Neuen Gymnasiums (heute Franz-Ludwig-Gymnasium Bamberg) studierte er ab 1920 zunächst am Lyzeum Bamberg Philosophie und Naturwissenschaften, dann Archäologie, Kunstgeschichte und Historische Hilfswissenschaften an der Ludwig-Maximilians-Universität München. Anschließend forschte er als Stipendiat lange in Staats- und Adelsarchiven zur Geschichte der böhmisch-mährischen Barockarchitektur. Die Publikation über das Palais Czernin in Prag wurde 1944 von der Universität München als Dissertation anerkannt.
1937 assistierte Morper bei den Ausgrabungen im Bamberger Dom, bevor er in den beiden Folgejahren im Auftrag des Bayerischen Landesamts für Denkmalpflege und der Stadt Bamberg den Kunstbesitz der Stadt inventarisierte. Im Zweiten Weltkrieg leitete er als Kriegsverwaltungsrat in Prag den Aufbau eines neuen Heeresmuseums im Palais Schwarzenberg. Nach dem Krieg kehrte er nach Bamberg zurück, wo er vor allem bei der Volkshochschule eine umfangreiche kunsthistorische Vortragstätigkeit entfaltete. Forschungsreisen führten ihn unter anderem nach Italien, Frankreich (Paris) und Stockholm.
Obwohl durch seine Forschungen und Publikationen als Spezialist für die Barockarchitektur Böhmens (vor allem die Baumeister Dientzenhofer) anerkannt, konnte er sich nicht zu einer zusammenfassenden Publikation entschließen. Vielfältige, auch kürzere Arbeiten galten der Kunstgeschichte Bambergs, insbesondere dem Dom.

## Nachlass
Morpers Nachlass befindet sich in der Staatsbibliothek Bamberg (Signatur Msc.Add.38) und umfasst neben persönlichen Dokumenten wie Korrespondenz, handschriftlichen Notizen und Fotos vor allem Originalpläne zur Barockarchitektur Böhmens, Planpausen zum katholischen Kirchenbau des Saarlands der Zwischenkriegszeit sowie Pläne und Zeichnungen zum Bamberger Dom. Ebenso kam seine umfangreiche Fachbibliothek überwiegend in die Staatsbibliothek Bamberg (Signaturgruppe JJ), zu einem kleineren Teil auch in die Universitätsbibliothek Bamberg.

## Veröffentlichungen (Auswahl)
- Der Prager Architekt Jean Baptiste Mathey (Matthaeus Burgundus). Studien zur Geschichte des Prager Barock. In: Münchener Jahrbuch der bildenden Kunst N. F. 4, 1927, S. 99–228 (auch separat, Digitalisat).
- Katholische Kirchenbauten an der Saar. Saarbrücker Druck und Verlag, Saarbrücken 1935.
- Das Czernin-Palais in Prag (= Prager Forschungen zur Kunstgeschichte 1), Prag 1940.
- Die Alte Hofhaltung als Stadtmuseum. Bamberg 1940.
- Die Wallfahrtskirche Vierzehnheiligen am Main (= Kleine Kunst- und Kirchenführer Nr. 529). Schnell & Steiner, München 1950; 1959.
- Bamberg, die Mitte Deutschlands. Zur Reichssymbolik der Tattermannsäule. Meisenbach, Bamberg 1957.
- Das Bamberger Rathaus im Regnitzfluß. Bamberg 1958.
- Johann Friedrich Graf von Waldstein und Claude Lorrain. In: Münchener Jahrbuch der bildenden Kunst, 3. Folge, 12, 1961, S. 203–217 (auch separat).